# Eleições estaduais no Piauí em 1998
As eleições estaduais no Piauí em 1998 ocorreram em 4 de outubro, como parte das eleições gerais em 26 estados e no Distrito Federal. Foram eleitos o governador Mão Santa, o vice-governador Osmar Júnior e o senador Alberto Silva, além de 10 deputados federais e 30 estaduais. Como nenhum candidato a governador recebeu a maioria dos votos válidos, houve um segundo turno em 25 de outubro entre Mão Santa e Hugo Napoleão, ambos egressos da ARENA e do PDS e aliados em eleições anteriores. Segundo a Constituição, o mandato do governador seria de quatro anos a começar em 1º de janeiro de 1999. Foi a última vez que PMDB e PFL confrontaram-se diretamente pelo governo do estado.
Natural de Parnaíba, o médico Mão Santa é formado pela Universidade Federal do Ceará em 1966 e especialista em Cirurgia Geral no Hospital dos Servidores do Estado do Rio de Janeiro. Por conta de sua vida profissional, recebeu o apelido que politicamente o identifica. Sua primeira filiação foi ao antigo MDB, contudo migrou depois para a ARENA. Derrotado ao disputar a prefeitura de sua cidade natal em 1976, elegeu-se deputado estadual em 1978. Com a reforma partidária empreendida no governo do presidente João Figueiredo ingressou no PDS sendo derrotado quando candidatou-se a prefeito de Parnaíba em 1982. Eleito suplente de deputado federal em 1986, renunciou a tal condição ao eleger-se prefeito de Parnaíba em 1988. Após filiar-se ao PMDB, foi eleito governador do Piauí em 1994 e reeleito em 1998.
Embora não tenha concluído o curso de Engenharia Civil na Universidade Federal do Piauí, Osmar Júnior presidiu o Diretório Central dos Estudantes (DCE) pouco antes de eleger-se vereador de Teresina via PMDB em 1982. Nascido em São Paulo, antes fora estagiário do Banco do Brasil, servidor público estadual lotado na Secretaria do Trabalho e Ação Social e professor de Química na rede privada de ensino. Com a instauração da Nova República ingressou no PCdoB em 1985 tornando-se presidente do diretório estadual dois anos depois. Derrotado ao buscar a reeleição como vereador em 1988 e como candidato a deputado estadual em 1990, foi secretário municipal de Transportes Públicos de Teresina na terceira administração Wall Ferraz, deixando o cargo em 1994 quando perdeu a eleição para deputado federal. Neste mesmo ano formou-se advogado na UFPI. Presidente da Fundação de Desportos e Cultura do Estado do Piauí (FUNDEC) no primeiro governo Mão Santa, afastou-se do cargo para concorrer a prefeito de Teresina em 1996 e pouco antes de eleger-se vice-governador do Piauí em 1998.
Na eleição para senador o vitorioso foi Alberto Silva. Originário da UDN, ele é graduado pela Universidade Federal de Itajubá como engenheiro civil, engenheiro eletricista e engenheiro mecânico. Chefe do Serviço de Transportes Elétricos da Estrada de Ferro Central do Brasil no Rio de Janeiro (1941-1947), retornou a Parnaíba, sua cidade natal, onde foi diretor da estrada de ferro por duas vezes e também diretor da Companhia de Força e Luz. Eleito prefeito de Parnaíba em 1948, deputado estadual em 1950 e novamente prefeito em 1954, presidiu a Companhia Energética do Ceará durante oito anos a partir de 1962. Filiado à ARENA, foi escolhido governador do Piauí pelo presidente Emílio Garrastazu Médici em 1970, coordenou o Programa de Desenvolvimento Industrial e Agrícola do Nordeste (Polonordeste) e presidiu a Empresa Brasileira de Transportes Urbanos no Governo Ernesto Geisel. Candidato a senador por uma sublegenda da ARENA em 1978, foi derrotado por Dirceu Arcoverde. Realocado como primeiro suplente, assumiu o mandato após a morte do titular. Membro do PP antes de ingressar no PMDB, perdeu a eleição para governador em 1982, contudo foi eleito para o mesmo cargo em 1986. Eleito deputado federal em 1994, perdeu as eleições para prefeito de Teresina em 1992 e 1996. Sua vitória na eleição para senador em 1998 foi facilitada pela cisão na coligação de seus adversários, que lançou dois nomes: Júlio César e Ari Magalhães.

## Resultado da eleição para governador

### Primeiro turno
Segundo o Tribunal Regional Eleitoral do Piauí foram apurados 1.015.238 votos nominais (75,39%), 236.622 votos em branco (17,57%) e 94.733 votos nulos (7,04%), resultando no comparecimento de 1.346.593 eleitores.
| Candidatos a governador do estado | Candidatos a vice-governador | Número | Coligação                                                          | Votação | Percentual |
| --------------------------------- | ---------------------------- | ------ | ------------------------------------------------------------------ | ------- | ---------- |
| Hugo Napoleão PFL                 | Felipe Mendes PPB            | 25     | Avança Piauí (PFL, PPB, PV, PRP, PSL, PAN, PTdoB)                  | 444.043 | 43,74%     |
| Mão Santa PMDB                    | Osmar Júnior PCdoB           | 15     | O Piauí em Boas Mãos (PMDB, PCdoB, PDT, PTB, PL, PPS, PSDC, PRONA) | 411.984 | 40,58%     |
| Francisco Gerardo PSDB            | Antônio José Medeiros PT     | 45     | O Futuro a Gente Faz (PSDB, PT, PSB, PSC)                          | 131.821 | 12,98%     |
| Francisco Macedo PMN              | Maria Luíza Mouzinho PMN     | 33     | PMN (sem coligação)                                                | 15.861  | 1,56%      |
| Geraldo Carvalho PSTU             | Gervásio Santos PSTU         | 16     | PSTU (sem coligação)                                               | 11.529  | 1,14%      |
| Fontes:                           |                              |        |                                                                    |         |            |

### Segundo turno
Segundo o Tribunal Regional Eleitoral houve 1.250.573 votos nominais (95,61%), 14.444 votos em branco (1,10%) e 42.991 votos nulos (3,29%), resultando no comparecimento de 1.308.008 eleitores.
| Candidatos a governador do estado | Candidatos a vice-governador | Número | Coligação                                                          | Votação | Percentual |
| --------------------------------- | ---------------------------- | ------ | ------------------------------------------------------------------ | ------- | ---------- |
| Mão Santa PMDB                    | Osmar Júnior PCdoB           | 15     | O Piauí em Boas Mãos (PMDB, PCdoB, PDT, PTB, PL, PPS, PSDC, PRONA) | 637.235 | 50,96%     |
| Hugo Napoleão PFL                 | Felipe Mendes PPB            | 25     | Avança Piauí (PFL, PPB, PV, PRP, PSL, PAN, PTdoB)                  | 613.338 | 49,04%     |
| Fontes:                           |                              |        |                                                                    |         |            |

## Cassação dos eleitos

### Veredicto do TSE
No segundo turno Mão Santa venceu Hugo Napoleão pela menor margem desde a vitória de Alberto Silva sobre Freitas Neto em 1986. A luta em 1998 foi tão renhida que resultou num processo por abuso de poder econômico contra o vencedor, demanda acolhida pelo Tribunal Superior Eleitoral quando Mão Santa e Osmar Júnior tiveram os mandatos cassados em 6 de novembro de 2001. Após tal decisão, Hugo Napoleão e Felipe Mendes foram empossados em 19 de novembro após a interinidade do deputado Kleber Eulálio, presidente da Assembleia Legislativa.

### Novo governador
Filho do diplomata Aluizio Napoleão, o governador Hugo Napoleão nasceu em Portland (EUA) quando o pai estava a serviço do governo brasileiro. Advogado formado em 1967 na Pontifícia Universidade Católica do Rio de Janeiro, estagiou na procuradoria-geral de Justiça da Guanabara, foi assessor jurídico do Banco Denasa de Investimentos e membro do escritório de Victor Nunes Leal. Neto de Hugo Napoleão do Rego, repetiu os passos do avô e foi eleito deputado federal em 1974 e 1978, migrando da pela ARENA para o PDS graças à restauração do pluripartidarismo. Eleito governador do Piauí por voto direto em 1982, apoiou Tancredo Neves na eleição presidencial indireta de 1985. Após filiar-se ao PFL foi eleito senador em 1986. Partícipe da Assembleia Nacional Constituinte que elaborou a Constituição de 1988, licenciou-se para ocupar os cargos de ministro da Educação e ministro interino da Cultura no Governo Sarney. Escolhido presidente nacional do PFL por seus pares, foi ministro das Comunicações no Governo Itamar Franco sendo reeleito senador em 1994. Derrotado em segundo turno ao disputar o governo do Piauí em 1998, assumiu o poder após decisão do Tribunal Superior Eleitoral em 2001.

### Novo vice-governador
Natural de Simplício Mendes, Felipe Mendes é graduado em Economia pela Universidade Federal do Ceará com pós-graduação em Consultoria Industrial na Superintendência de Desenvolvimento do Nordeste. Durante o governo Dirceu Arcoverde foi secretário de Fazenda e depois secretário de Planejamento, mantendo este último cargo durante o governo Lucídio Portela. Pró-reitor de Planejamento da Universidade Federal do Piauí e assessor da SUDENE a partir de 1983, elegeu-se deputado federal pelo PDS em 1986 e participou da elaboração da Constituição de 1988. Primeiro suplente de deputado federal em 1990, exerceu o mandato quando  Átila Lira foi secretário de Educação no governo Freitas Neto, a quem Felipe Mendes serviria como secretário extraordinário de Programas Especiais no primeiro semestre de 1992. Reeleito deputado federal pelo PPR em 1994, foi candidato a vice-governador chapa de Hugo Napoleão pelo PPB em 1998 sendo empossado mediante decisão do Tribunal Superior Eleitoral em 2001, sendo que durante cinco meses exerceu cumulativamente o cargo de secretário de Planejamento.

## Resultado da eleição para senador
Segundo o Tribunal Regional Eleitoral do Piauí foram apurados 935.755 votos nominais (69,49%), 284.620 votos em branco (21,14%) e 126.218 votos nulos (9,37%), resultando no comparecimento de 1.346.593 eleitores.
| Candidatos a senador da República | Relação dos suplentes de senador                                  | Número | Coligação                                 | Votação | Percentual |
| --------------------------------- | ----------------------------------------------------------------- | ------ | ----------------------------------------- | ------- | ---------- |
| Alberto Silva PMDB                | Marcos Silva PMDB Manin Rego PMDB                                 | 15     | PMDB (sem coligação)                      | 311.217 | 33,26%     |
| Júlio César PFL                   | Walter Pereira Soares PFL José Pinto de Mesquita PFL              | 25     | PFL (sem coligação)                       | 253.255 | 27,06%     |
| Nazareno Fonteles PT              | - PT Izalberto José da Luz PSDB                                   | 13     | O Futuro a Gente Faz (PSDB, PT, PSB, PSC) | 162.147 | 17,33%     |
| Ari Magalhães PPB                 | Aguinaldo Portela Leal PPB Eduarlino Duarte Lopes PPB             | 11     | PPB (sem coligação)                       | 132.513 | 14,16%     |
| Acilino Ribeiro PPS               | Elvina Borges da Mota Andrade PPS José Adriano PPS                | 23     | PPS (sem coligação)                       | 22.213  | 2,37%      |
| Sirley Ferreira PDT               | - PDT Rosária de Fátima Aguiar PDT                                | 12     | PDT (sem coligação)                       | 96.328  | 1,78%      |
| Landim Neto PSTU                  | Maria da Penha Feitosa PSTU Marcus Vinicius Matos de Freitas PSTU | 16     | PSTU (Sem coligação)                      | 14.657  | 1,57%      |
| Rosane Oliveira PTB               | - PTB - PTB                                                       | 14     | PTB (sem coligação)                       | 14.426  | 1,54%      |
| Irisvaldo Vieira PMN              | Maria do Carmo Barbosa PMN Raimundo Nonato Barbosa da Silva PMN   | 33     | PMN (sem coligação)                       | 8.717   | 0,93%      |
| Fontes:                           |                                                                   |        |                                           |         |            |

## Deputados federais eleitos
Quatro partidos representando três candidaturas ao governo conquistaram um assento na representação piauiense na Câmara dos Deputados.

Representação eleita
  PFL: 5
  PMDB: 3
  PT: 1
  PSDB: 1

| Número  | Deputados federais eleitos | Partido | Votação | Percentual | Cidade onde nasceu  | Unidade federativa |
| 1515    | Marcelo Castro             | PMDB    | 116.262 | 12,41%     | São Raimundo Nonato | Piauí              |
| 2513    | Heráclito Fortes           | PFL     | 88.602  | 9,46%      | Teresina            | Piauí              |
| 2509    | Mussa Demes                | PFL     | 77.341  | 8,25%      | Floriano            | Piauí              |
| 1311    | Wellington Dias            | PT      | 77.067  | 8,22%      | Oeiras              | Piauí              |
| 1510    | João Henrique              | PMDB    | 64.904  | 6,93%      | Teresina            | Piauí              |
| 2510    | Paes Landim                | PFL     | 61.999  | 6,62%      | São João do Piauí   | Piauí              |
| 2525    | Átila Lira                 | PFL     | 61.397  | 6,55%      | Piripiri            | Piauí              |
| 1511    | Themístocles Sampaio       | PMDB    | 44.520  | 4,75%      | Esperantina         | Piauí              |
| 2511    | Ciro Nogueira              | PFL     | 44.407  | 4,74%      | Teresina            | Piauí              |
| 4511    | Benedito Sá                | PSDB    | 42.547  | 4,54%      | Oeiras              | Piauí              |
| Fontes: |                            |         |         |            |                     |                    |

## Deputados estaduais eleitos
Sete partidos representando três candidatos ao governo conquistaram o direito a um assento na Assembleia Legislativa do Piauí.
| Número  | Deputados estaduais eleitos | Partido | Votação | Percentual | Cidade onde nasceu   | Unidade federativa |
| 15130   | Moraes Souza                | PMDB    | 40.490  | 3,72%      | Parnaíba             | Piauí              |
| 25123   | Juraci Leite                | PFL     | 32.466  | 2,98%      | Pedro II             | Piauí              |
| 15125   | Silas Freire                | PMDB    | 32.386  | 2,98%      | Campo Maior          | Piauí              |
| 13123   | Francisca Trindade          | PT      | 26.088  | 2,40%      | Teresina             | Piauí              |
| 25112   | Wilson Brandão              | PFL     | 24.997  | 2,30%      | Rio de Janeiro       | Rio de Janeiro     |
| 45101   | Wilson Martins              | PSDB    | 24.096  | 2,22%      | Santa Cruz do Piauí  | Piauí              |
| 15101   | Kleber Eulálio              | PMDB    | 23.841  | 2,19%      | Teresina             | Piauí              |
| 15111   | Themístocles Filho          | PMDB    | 21.978  | 2,02%      | Teresina             | Piauí              |
| 15199   | Warton Santos               | PMDB    | 20.913  | 1,92%      | Picos                | Piauí              |
| 25111   | Paulo Henrique              | PFL     | 20.700  | 1,90%      | São João do Piauí    | Piauí              |
| 25114   | Fernando Monteiro           | PFL     | 20.697  | 1,90%      | Teresina             | Piauí              |
| 15112   | Mauro Tapety                | PMDB    | 20.557  | 1,89%      | Oeiras               | Piauí              |
| 25134   | Leal Júnior                 | PFL     | 18.939  | 1,74%      | Rio de Janeiro       | Rio de Janeiro     |
| 15147   | Henrique Rebelo             | PMDB    | 18.145  | 1,67%      | Teresina             | Piauí              |
| 15110   | Chico Filho                 | PMDB    | 17.874  | 1,64%      | Floriano             | Piauí              |
| 45131   | Roncalli Paulo              | PSDB    | 16.806  | 1,55%      | São João do Piauí    | Piauí              |
| 11116   | Marcelo Coelho              | PPB     | 16.799  | 1,54%      | Teresina             | Piauí              |
| 25132   | Edson Ferreira              | PFL     | 16.526  | 1,52%      | São Raimundo Nonato  | Piauí              |
| 15115   | José Ribamar Pereira        | PMDB    | 16.326  | 1,50%      | Barras               | Piauí              |
| 25128   | Homero Castelo Branco       | PFL     | 16.226  | 1,49%      | Amarante             | Piauí              |
| 25107   | Gustavo Medeiros            | PFL     | 16.119  | 1,48%      | União                | Piauí              |
| 11166   | Tadeu Maia                  | PPB     | 15.968  | 1,47%      | Itainópolis          | Piauí              |
| 25138   | Robert Freitas              | PFL     | 15.383  | 1,41%      | José de Freitas      | Piauí              |
| 25136   | Abel Barros                 | PFL     | 15.130  | 1,39%      | Picos                | Piauí              |
| 11111   | Irmão Elias                 | PPB     | 14.793  | 1,36%      | Picos                | Piauí              |
| 45115   | Flávio Nogueira             | PSDB    | 14.603  | 1,34%      | Corrente             | Piauí              |
| 12345   | Elias Prado Júnior          | PDT     | 12.831  | 1,18%      | Parnaíba             | Piauí              |
| 12102   | Margarida Bona              | PDT     | 12.251  | 1,13%      | Campo Maior          | Piauí              |
| 45111   | Pompílio Evaristo           | PSDB    | 10.672  | 0,98%      | São Miguel do Tapuio | Piauí              |
| 40111   | Olavo Rebelo                | PSB     | 10.202  | 0,94%      | Esperantina          | Piauí              |
| Fontes: |                             |         |         |            |                      |                    |